# Webanalitika
Webanalitika alatt az internethasználat során keletkező adatok gyűjtését, mérését és jelentések készítését értik. Egy összetett statisztika, amelynek segítségével precíz és testreszabott elemzést lehet készíteni egy weboldal látogatottságáról.  A webanalitika mutatóinak segítségével egy cég átalakíthatja online marketing tevékenységét, úgy fejlesztve a weboldalt, hogy az nagyobb forgalmat eredményezzen.
Az egyik legismertebb, erre a célra készült alkalmazás a Google Analytics, a Google ingyenes szolgáltatása, amely a weboldal látogatóiról készít és prezentál részletes statisztikát. Segítségével a vállalkozások és weboldal tulajdonosok elemezhetik a felhasználói aktivitást, optimalizálhatják a tartalmat, és javíthatják a marketingkampányaik hatékonyságát.

## A webanalitika mutatói[2]
- Látogatások: ez a szám megmutatja, hogy egy időintervallumon belül hányszor nézték meg a weboldalt. Nem veszi figyelembe a látogatótípusokat, vagy azt, hogy egy látogató milyen gyakran nyitotta meg az oldalt. Például ha egy látogató egy hónapon belül ötször látogatott az oldalra, akkor ez öt látogatásnak számít.
- Egyedi látogatók: ebben a mutatóban minden egyedi látogató egyszer számít, akkor is, ha többször látogatott a weboldalra. Az egyedi látogatókat a számítógépen használt cookie-k alapján azonosítja be a weboldal. Például ha egy látogató ötször látogatja meg a weboldalt egy hónapban, ebben a mérőben ő a látogatások számától függetlenül egynek fog számítani.
- Oldalmegtekintések: ez a mérő azt mutatja meg, hogy összesen hány (al)oldalt tekintettek meg egy weboldalon. Például ha egy látogató ötször látogatott az oldalra, de minden alkalommal tíz oldalt tekintett meg, akkor ebben a mérőben ötvennek fog számítani. Ha az oldalankénti átlaglátogatásra vagyunk kíváncsiak, akkor az oldalmegtekintések számát kell elosztani a látogatások számával.
- Munkamenet: Egy munkamenet olyan interakciókat foglal magában, amelyek egy adott időkereten belül mennek végbe a weboldalon. Egy munkamenet magában foglalhat több oldalmegtekintést, eseményt, közösségi interakciót vagy akár konverziót is.[5]
- Látogatás átlagos időtartama: Egy látogató mennyi időt tölt el a honlap látogatása során. Az átlagot úgy lehet megkapni, hogy a weblapon eltöltött összes időt osztják a látogatások számával.
- Új vagy visszatérő látogató: ez a mutató az új és a visszatérő látogatók arányát mutatja. Az egyedi látogatók számához hasonlóan a webanalitikai szoftver a cookie-k alapján határozza meg. Ha a látogató először érkezik a weboldalra, akkor az oldal cookie-t helyez a gépére, az ezt követő látogatásai során már a visszatérő látogatók közé kerül, amíg le nem jár a cookie időkerete (általában két év).